# Leonard Holvy de Pauw
Leonard Holvy de Pauw (* 27. Juli 1985) ist ein indonesischer Badmintonspieler. 

## Karriere
Leonard Holvy de Pauw startete bis ins Juniorenalter für Indonesien, um danach in Europa und Amerika tätig zu werden. Nach einem Gastspiel in Deutschland wechselte er in die USA und siegte dort bei den Boston Open und den nationalen Titelkämpfen.

## Sportliche Erfolge
| Saison | Veranstaltung                   | Disziplin    | Platz | Name                           |
| ------ | ------------------------------- | ------------ | ----- | ------------------------------ |
| 2002   | Asienmeisterschaft der Junioren | Herrenteam   | 1     | Indonesia                      |
| 2005   | Croatian International          | Herreneinzel | 1     | Leonard Holvy de Pauw          |
| 2008   | Boston Open                     | Herreneinzel | 1     | Holvy de Pauw                  |
| 2012   | US-amerikanische Meisterschaft  | Mixed        | 1     | Holvy de Pauw / Grace Peng Yun |